# Шонда Раймс
Шонда Лин Раймс (на английски: Shonda Lynn Rhimes) (родена на 13 януари 1970 г.) е американска сценаристка, продуцентка и създател на сериалите „Анатомията на Грей“, „Частна практика“ и „Скандал“.

## Филмография

### Сценарист
- 1997: Blossoms and Veils
- 1999: Изгряваща звезда
- 2002: Crossroads
- 2004: Дневниците на принцесата 2: Кралски ангажимент
- 2005: Анатомията на Грей
- 2007–2013: Частна практика
- 2012–понастоящем: Скандал
- 2016–понастоящем: Игра на лъжи

### Режисьор
- 1997: Blossoms and Veils

### Продуцент
- 2005: Анатомията на Грей
- 2007–2013: Частна практика
- 2012–понастоящем: Скандал
- 2014–понастоящем: Как да ти се размине за убийство
- 2016–понастоящем: Игра на лъжи